# Sport samolotowy
Sport samolotowy – dyscyplina lotnictwa sportowego. Wykonywanie na sportowych samolotach lotów połączonych z próbami sprawności pilotażowej i nawigacyjnej oraz akrobacji lotniczej. Obejmuje różne konkurencje, podzielone na grupy i kategorie w zależności od rodzaju napędu samolotu, konstrukcji, ciężaru i innych cech.
Historia sportu samolotowego datuje się od pierwszych lotów (1903) Amerykanów – braci Wilbura i Orville’a Wright (na odległość około 300 metrów) na skonstruowanym przez siebie samolocie z silnikiem benzynowym. 1905 została założona w Paryżu Międzynarodowa Federacja Lotnicza. W Europie pierwsze udane loty odbyły się we Francji, między innymi (1906) Francuz Alberto Santos-Dumont (220 metrów); pierwsze międzynarodowe zawody – w formie wyścigów samolotowych – rozegrano (1909) w Reims. W tym też roku Francuz Louis Blériot pierwszym lotem nad cieśniną La Manche zapoczątkował pionierskie loty nad morzami i kontynentami. Do rekordowych zaliczono między innymi 1910 przelot Peruwiańczyka Geo Cháveza nad Alpami, 1913 Francuza Rolanda Garrosa nad Morzem Śródziemnym, 1914 Polaka Jana Nagórskiego – nad Arktyką.
1929-1934 najgłośniejszymi zawodami był Challenge Internationale des Avions de Tourisme. Dwukrotnie zwyciężali w nim Polacy.
Od 1975 są organizowane mistrzostwa świata w lataniu precyzyjnym, a od 1976 – rajdowo-nawigacyjne. W Polsce pierwsze zawody samolotowe odbyły się w 1919 w Poznaniu. Tam też w tym samym roku, został założony pierwszy aeroklub polski.
1927-1939 organizowano między innymi Krajowe Zawody Lotnicze. Po II wojnie światowej pierwsze zawody odbyły się 1946. Od 1954 są organizowane mistrzostwa Polski (od 1969 jako rajdowo-nawigacyjne). Polscy lotnicy uczestniczyli między innymi w wielkich przelotach kontynentalnych i nad morzami oraz w wielu prestiżowych zawodach, zdobywając czołowe miejsca. 1956-1964 Andrzej Abłamowicz i Ludwik Natkaniec wielokrotnie bili rekordy świata w wysokości, odległości i prędkości.